# Nuoto in acque libere ai campionati mondiali di nuoto 2011 - 5 km a squadre
La gara a squadre si è svolta la mattina del 21 luglio 2011. Ciascuna squadra era costituita da 3 atleti (2 uomini ed una donna), ciascun dei quali ha nuotato per 5 km.

## Medaglie
| Posizione | Atleti                                    | Paese       |
| --------- | ----------------------------------------- | ----------- |
| Oro       | Andrew Gemmell Ashley Twichell Sean Ryan  | Stati Uniti |
| Argento   | Melissa Gorman Ky Hurst Rhys Mainstone    | Australia   |
| Bronzo    | Isabelle Härle Thomas Lurz Jan Wolfgarten | Germania    |

## Risultati
| Pos. | Atleta                                                                       | Nazionalità | Tempo     |
| ---- | ---------------------------------------------------------------------------- | ----------- | --------- |
|      | Andrew Gemmell Ashley Twichell Sean Ryan                                     | Stati Uniti | 57:00.6   |
|      | Melissa Gorman Ky Hurst Rhys Mainstone                                       | Australia   | 57:01.8   |
|      | Isabelle Härle Thomas Lurz Jan Wolfgarten                                    | Germania    | 57:44.2   |
| 4    | Nicola Bolzonello Rachele Bruni Luca Ferretti                                | Italia      | 58:00.5   |
| 5    | Sergej Bol'šakov Evgeny Drattsev Ekaterina Seliverstova                      | Russia      | 58:32.7   |
| 6    | Marianna Lymperta Antonis Fokaidis Spyridon Gianniotis                       | Grecia      | 59:22.8   |
| 7    | Ophelie Aspord Damien Cattin Vidal Sebastien Fraysse                         | Francia     | 1:00:27.3 |
| 8    | Fang Yanqiao Xu Wenchao Zhang Zibin                                          | Cina        | 1:01:02.2 |
| 9    | Guillermo Bertola Cecilia Biagoli Gabriel Villagoiz                          | Argentina   | 1:01:34.2 |
| 10   | Zsofi Balazs Aimeson King Richard Weingerber                                 | Canada      | 1:02:08.7 |
| 11   | Erwin Maldonado Angel Moreira Yanel Pinto                                    | Venezuela   | 1:02:32.0 |
| 12   | Zaira Cardenas Hernandez Alejandra Gonzalez Lara Luis Ricardo Escobar Torres | Messico     | 1:03:23.9 |
| 13   | Chan Fiona On Yi Tang Wing Yung Natasha Yuen Marcus Yat Ho                   | Hong Kong   | 1:04:53.4 |
| 14   | Mazen Mohamed Aziz Islam Mohsen Laila El Basiouny                            | Egitto      | 1:06:03.4 |